# Amomum brachypodanthum
Amomum brachypodanthum är en enhjärtbladig växtart som beskrevs av Karl Moritz Schumann. Amomum brachypodanthum ingår i släktet Amomum och familjen Zingiberaceae. Inga underarter finns listade i Catalogue of Life.